# Tour des Apennins
Pour les autres emplois du terme, voir Apennin (homonymie).
Le Tour des Apennins (en italien : Giro dell'Appennino) est une course cycliste disputée dans la chaîne des Apennins en Italie.
Créé en 1934, il fait partie de l'UCI Europe Tour depuis 2005, en catégorie 1.1. En 1972 et 1989, il fut le cadre du championnat d'Italie de cyclisme sur route.
Le départ et l'arrivée sont situés à Pontedecimo. La principale difficulté du parcours est le Passo della Bocchetta, col s'élevant à 772 mètres d'altitude.
Avec six succès consécutifs entre 1977 et 1982, Gianbattista Baronchelli y détient le record de victoires.

## Palmarès
| Année | Vainqueur                | Deuxième                    | Troisième             |
| ----- | ------------------------ | --------------------------- | --------------------- |
| 1934  | Augusto Como             | Giulio Campastro            | Luigi Cafferata       |
| 1935  | Augusto Como             | Mario De Benedetti          | Carlo Sbersi          |
| 1936  | Settimio Simonini        | Augusto Como Luigi Ferrando |                       |
| 1937  | Cino Cinelli             | Guerrino Tommasoni          | Augusto Como          |
| 1938  | Luigi Ferrando           | Achille Bucco               | Antonio Racca         |
| 1939  | Lorenzo Mazzarello       | Giovanni De Stefanis        | Fausto Coppi          |
| 1946  | Enrico Mollo             | Vittorio Rossello           | Egidio Feruglio       |
| 1947  | Alfredo Martini          | Egidio Feruglio             | Michele Motta         |
| 1948  | Settimio Simonini        | Severino Canavesi           | Vincenzo Rossello     |
| 1949  | Dino Rossi               | Renzo Soldani               | Pietro Giudici        |
| 1950  | Renzo Soldani            | Giancarlo Astrua            | Bortolo Bof           |
| 1951  | Rinaldo Moresco          | Giovanni Pettinati          | Franco Franchi        |
| 1952  | Giorgio Albani           | Giuseppe Minardi            | Rinaldo Moresco       |
| 1953  | Angelo Conterno          | Giovanni Pettinati          | Gianni Ghidini        |
| 1954  | Giorgio Albani           | Angelo Conterno             | Luigi Gabrioli        |
| 1955  | Fausto Coppi             | Bruno Monti                 | Aldo Moser            |
| 1956  | Cleto Maule              | Bruno Monti                 | Giuseppe Buratti      |
| 1957  | Aurelio Cestari          | Giancarlo Astrua            | Bruno Costalunga      |
| 1958  | Cleto Maule              | Idrio Bui                   | Noé Conti             |
| 1959  | Silvano Ciampi           | Walter Almaviva             | Nello Velucchi        |
| 1960  | Émile Daems              | Ercole Baldini              | Nino Defilippis       |
| 1961  | Adriano Zamboni          | Roberto Falaschi            | Federico Bahamontes   |
| 1962  | Franco Balmamion         | Gastone Nencini             | Idrio Bui             |
| 1963  | Italo Zilioli            | Diego Ronchini              | Adriano Durante       |
| 1964  | Franco Cribiori          | Gianni Motta                | Franco Balmamion      |
| 1965  | Michele Dancelli         | Guido De Rosso              | Vito Taccone          |
| 1966  | Michele Dancelli         | Italo Zilioli               | Adriano Passuello     |
| 1967  | Michele Dancelli         | Franco Bitossi              | Guido De Rosso        |
| 1968  | Gianni Motta             | Roberto Ballini             | Alberto Della Torre   |
| 1969  | Felice Gimondi           | Gianni Motta                | Tommaso De Pra        |
| 1970  | Gianni Motta             | Pierfranco Vianelli         | Italo Zilioli         |
| 1971  | Gösta Pettersson         | Fabrizio Fabbri             | Mauro Simonetti       |
| 1972  | Felice Gimondi           | Franco Bitossi              | Michele Dancelli      |
| 1973  | Italo Zilioli            | Gianni Motta                | Michele Dancelli      |
| 1974  | Giovanni Battaglin       | Enrico Paolini              | Giacinto Santambrogio |
| 1975  | Fabrizio Fabbri          | Walter Riccomi              | Mauro Simonetti       |
| 1976  | Francesco Moser          | Giovanni Battaglin          | Ronald De Witte       |
| 1977  | Gianbattista Baronchelli | Mario Beccia                | Wladimiro Panizza     |
| 1978  | Gianbattista Baronchelli | Alfio Vandi                 | Giuseppe Saronni      |
| 1979  | Gianbattista Baronchelli | Mario Beccia                | Bernt Johansson       |
| 1980  | Gianbattista Baronchelli | Mario Beccia                | Alfio Vandi           |
| 1981  | Gianbattista Baronchelli | Alfio Vandi                 | Wladimiro Panizza     |
| 1982  | Gianbattista Baronchelli | Franco Chioccioli           | Mario Beccia          |
| 1983  | Marino Lejarreta         | Emanuele Bombini            | Wladimiro Panizza     |
| 1984  | Mario Beccia             | Fabrizio Verza              | Wladimiro Panizza     |
| 1985  | Francesco Moser          | Alberto Volpi               | Marino Lejarreta      |
| 1986  | Gianni Bugno             | Francesco Moser             | Jens Veggerby         |
| 1987  | Gianni Bugno             | Alberto Volpi               | Pierino Gavazzi       |
| 1988  | Gianni Bugno             | Stefano Colagè              | Alberto Volpi         |
| 1989  | Moreno Argentin          | Gianni Bugno                | Giorgio Furlan        |
| 1990  | Flavio Giupponi          | Marco Lietti                | Antonio Fanelli       |
| 1991  | Dirk De Wolf             | Gianni Bugno                | Claudio Chiappucci    |
| 1992  | Claudio Chiappucci       | Leonardo Sierra             | Stefano Casagrande    |
| 1993  | Giuseppe Calcaterra      | Valerio Tebaldi             | Diego Trepin          |
| 1994  | Evgueni Berzin           | Claudio Chiappucci          | Stefano Della Santa   |
| 1995  | Francesco Casagrande     | Davide Rebellin             | Wladimir Belli        |
| 1996  | Wladimir Belli           | Pavel Tonkov                | Gianni Faresin        |
| 1997  | Pavel Tonkov             | Daniele Nardello            | Massimo Podenzana     |
| 1998  | Pavel Tonkov             | Paolo Lanfranchi            | Davide Rebellin       |
| 1999  | Simone Borgheresi        | Pavel Tonkov                | Daniele De Paoli      |
| 2000  | Mauro Zanetti            | Eddy Mazzoleni              | Paolo Lanfranchi      |
| 2001  | Alexandr Shefer          | Raimondas Rumšas            | Serhiy Honchar        |
| 2002  | Giuliano Figueras        | Alexandr Shefer             | Faat Zakirov          |
| 2003  | Gilberto Simoni          | Marius Sabaliauskas         | Pavel Tonkov          |
| 2004  | Damiano Cunego           | Giuliano Figueras           | Rinaldo Nocentini     |
| 2005  | Gilberto Simoni          | Luca Mazzanti               | Przemysław Niemiec    |
| 2006  | Rinaldo Nocentini        | Luca Mazzanti               | Eddy Ratti            |
| 2007  | Alessandro Bertolini     | Kanstantsin Siutsou         | Ruslan Pidgornyy      |
| 2008  | Alessandro Bertolini     | Eddy Ratti                  | Christopher Froome    |
| 2009  | Vincenzo Nibali          | Leonardo Bertagnolli        | Marco Marzano         |
| 2010  | Robert Kišerlovski       | Domenico Pozzovivo          | Alessandro Bertolini  |
| 2011  | Damiano Cunego           | Emanuele Sella              | Luis Felipe Laverde   |
| 2012  | Fabio Felline            | Gianluca Brambilla          | Francesco Reda        |
| 2013  | Davide Mucelli           | Luca Mazzanti               | Ivan Rovny            |
| 2014  | Sonny Colbrelli          | Grega Bole                  | Miguel Ángel Rubiano  |
| 2015  | Omar Fraile              | Stefano Pirazzi             | Damiano Cunego        |
| 2016  | Sergey Firsanov          | Francesco Gavazzi           | Mauro Finetto         |
| 2017  | Danilo Celano            | Egan Bernal                 | Manuel Senni          |
| 2018  | Giulio Ciccone           | Amaro Antunes               | Fausto Masnada        |
| 2019  | Mattia Cattaneo          | Fausto Masnada              | Simone Ravanelli      |
| 2020  | Ethan Hayter             | Alessandro Covi             | Jacopo Mosca          |
| 2021  | Ben Hermans              | Valerio Conti               | Enrico Battaglin      |
| 2022  | Louis Meintjes           | Natnael Tesfatsion          | Georg Zimmermann      |
| 2023  | Marc Hirschi             | Cristian Rodríguez          | Henok Mulubrhan       |
| 2024  | Jan Christen             | Simone Velasco              | Diego Ulissi          |
| 2025  |                          |                             |                       |